# UEFAチャンピオンズリーグ・アンセム
UEFAチャンピオンズリーグ・アンセム（英: UEFA Champions League Anthem）は、UEFAチャンピオンズリーグ (UCL) の試合で流される賛美歌（アンセム）である。

## 概要
試合における選手入場時、試合中継の最初と最後などに必ず流される合唱付きの管弦楽曲で、UCLのブランディングに大きく寄与している。
UEFAチャンピオンズリーグの前身であるヨーロピアン・チャンピオン・クラブズ・カップ時代の1992年に、王立音楽大学出身のイギリス人作曲家・トニー・ブリテンが、ドイツの作曲家ゲオルク・フリードリヒ・ヘンデルの「ジョージ2世の戴冠式アンセム」（英: Coronation Anthems）の中の『司祭ザドク』（英: Zadok the Priest）を基に曲をアレンジし、作詞をした。作曲にあたり、ヘンデルのスタイルを用いることは欧州サッカー連盟 (UEFA) 側からの依頼であったという。
公式音源はロイヤル・フィルハーモニー管弦楽団の演奏・アカデミー室内管弦楽団コーラス部による合唱によるものであるが、公式に販売はされておらず、ウェブサイトからのダウンロードも許可されていない。ただし、2015年にUEFAが1分強の公式音源動画を公式YouTubeチャンネルで公開しているほか、2016年にはUEFAがトニー・ブリッテンへのインタビューなど、アンセム作成の裏側を紹介した動画を公開した。

## 歌詞
歌詞にはUEFAの公用語であるドイツ語、フランス語、英語の3か国語が織り交ぜられている。
| Ce sont les meilleures équipes Es sind die allerbesten Mannschaften The main event Die Meister Die Besten Les grandes équipes The champions Une grande réunion Eine grosse sportliche Veranstaltung The main event Die Meister Die Besten Les grandes équipes The champions Ils sont les meilleurs Sie sind die Besten These are the champions Die Meister Die Besten Les grandes équipes The champions — “UEFA Champions League anthem: lyrics, background, facts”. UEFA.com (2020年7月30日). 2021年1月24日閲覧。 | （仏: ）それは最高のチーム （独: ）彼らは最高のチーム （英: ）メインイベント （独:）チャンピオン （独:）最高の （仏:）偉大なるチーム （英:）チャンピオン （仏:）偉大なる大会 （独:）大きなスポーツイベント （英:）メインイベント （独:）チャンピオン （独:）最高の （仏:）偉大なるチーム （英:）チャンピオン （仏:）彼らは最高だ （独:）彼らは最高だ （英:）彼らはチャンピオンだ （独:）チャンピオン （独:）最高の （仏:）偉大なるチーム （英:）チャンピオン |

## 決勝での演奏・歌唱
2008-09シーズン以降、決勝戦の選手入場の際にミュージシャン（主に決勝開催国出身のクラシック音楽家・声楽家）によってアンセムの生演奏・歌唱が行われることが通例となっている。
- 2009年（スタディオ・オリンピコ） - アンドレア・ボチェッリ
- 2010年（サンティアゴ・ベルナベウ） - ファン・ディエゴ・フローレス
- 2011年（ウェンブリー・スタジアム） - オールエンジェルス（英語版）
- 2012年（フースバル・アレーナ・ミュンヘン） - ヨナス・カウフマン & デイヴィッド・ギャレット
- 2013年（ウェンブリー・スタジアム） - （生演奏等無し）
- 2014年（エスタディオ・ダ・ルス） - マリーザ（英語版）
- 2015年（ベルリン・オリンピアシュタディオン） - ニーナ・マリア・フィッチャー（ソプラノ歌手） & マヌエル・ゴメス・ルイス（テノール歌手）
- 2016年（スタディオ・ジュゼッペ・メアッツァ） - アンドレア・ボチェッリ
- 2017年（ナショナルスタジアム・オブ・ウェールズ） - アンドレア・ボチェッリ
- 2018年（NSCオリンピスキ） - 2CELLOS[5]
- 2019年（エスタディオ・メトロポリターノ） - Asturia Girls（フランスの弦楽四重奏グループ）
- 2020年（エスタディオ・ダ・ルス） - （無観客試合での開催につき生演奏等無し）
- 2021年（エスタディオ・ド・ドラゴン） - マシュメロ（アンセム自体は別音源による録音）
- 2022年（スタッド・ド・フランス） - （生演奏等無し）
- 2023年（アタテュルク・オリンピヤト・スタドゥ） - アダム・ジェルジ（英語版）[6]